# 第4章：親愛的比利
第4章：親愛的比利是美國的科幻恐怖電視劇《怪奇物語》第四季的第四集，由保羅·迪克特撰寫，並由薛恩·李維執導。本集於2022年5月27日與第四季第一輯中的另外六集在Netflix上線。
故事發生在1986年，講述麥克絲·梅費德認為自己不久將會死在神秘的威可那支手下，最終在夥伴們幫助下，逃過了威可那的殺害。
親愛的比利獲得一致的正面評價，並被認為是本季最傑出的一集，特別是莎蒂·辛克的演技受到表揚，以及在本集中的轉折點使用了凱特·布希的歌曲奔上山丘。

## 劇情
喬絲和莫瑞雖然成功見到尤里，並支付救回哈普的贖金，尤里卻將他們出賣給KGB以謀取更多利益，兩人一不留神而被尤里下藥而昏過去。尤里同時洩漏安索和哈普的勾結，導致好不容易逃出集中營的哈普在藏身處被俄軍抓回去。
在加州，麥克、威爾和強納森受歐文斯派來的兩名探員看管，坐立不安的三人決定冒險回去霍金斯鎮參戰。然而三人正準備從窗戶溜走，一群武裝士兵突然闖進來引發交火，三人扶持著一名受傷的探員坐上強納森的摯友阿蓋的披薩外送車逃出家。
南西和蘿蘋冒充心理學高材生來到克瑞爾居住的賓赫斯特精神病院會見他，傾聽他痛苦地講述自己與妻小搬入新家後備受“惡魔”的一連串折磨，乃至親眼目睹家人被害，當中提到事發時客廳收音機播放音樂一度打斷現象。
麥克絲時不時陷入逼真的幻覺中，恐懼自己時日不多而事先為所有親朋好友寫好告別信，同時為已故的比利準備好一封信而來到其墓前朗讀。然而威可那伺機下手而使麥克絲中邪，一路追趕她並對其嘲諷。麥克絲奔跑至威可那位於顛倒世界中的祭壇，即將落入牠的魔掌之際，達斯汀及時收到南西的音樂解救方案，於是為麥克絲播放她最喜歡的凱特·布希音樂奔上山丘。麥克絲由此注意到通往現實的出口，並想起自己與夥伴共同的冒險經歷，奮力扯斷威可那的一小節觸角後全速奔向現實，最後在同伴呼喚下平安甦醒。

## 迴響

### 評價
本集在爛番茄根據5條評論獲得100%的新鮮度，平均評比為9.0/10。

### 獎項
Gold Derby電視獎的丹尼爾·蒙哥馬利認為本集將打破以往獲得最多艾美獎的單集的記錄。

## 排名
本集的轉折點中使用的凱特·布希歌曲奔上山丘被認為讓此歌曲再度回歸大眾的聚光燈下，最終在英國單曲排行榜上名列前茅，並在澳大利亞、比利時、愛爾蘭、立陶宛、盧森堡、紐西蘭、瑞典以及瑞士八個國家廣受歡迎。

## 外部連結
- 官方网站
- 互联网电影数据库上第4章：親愛的比利的资料（英文）